# Bisa-Lamba (M.50) jezici
Bisa-Lamba (M.50) jezici skupina od (3) nigersko-kongoanska jezika iz Zambije i Demokratske Republike Kongo. Sastoji se od dvije uže podskupine bia i lamba. Predstavnici su:
a. Bisa (2): lala-bisa ili biza-lala [leb] i seba ili kunda [kdg];
b. Lamba (1): lamba ili chilamba, ichilamba [lam]

## Vanjske poveznice
- Ethnologue (14th)
- Ethnologue (15th)